# Patrick Lucey
Patrick Joseph Lucey, född 21 mars 1918 i La Crosse, Wisconsin, död 10 maj 2014 i Milwaukee, Wisconsin, var en amerikansk politiker och diplomat. Han var guvernör i delstaten Wisconsin 1971–1977. Han var USA:s ambassadör i Mexiko 1977–1979 och John B. Andersons vicepresidentkandidat i presidentvalet i USA 1980.
Lucey deltog i andra världskriget och befordrades till kapten. Han avlade 1946 kandidatexamen i filosofi vid University of Wisconsin-Madison. Lucey gick med i demokraterna och var ledamot av Wisconsin State Assembly, underhuset i delstatens lagstiftande församling, 1949-1951. Han var viceguvernör i Wisconsin 1965–1967.
Lucey besegrade viceguvernören Jack B. Olson i guvernörsvalet i Wisconsin 1970. Lucey tog 1971 initiativ till sammanslagningen av delstatens två universitetssystem. Han omvaldes 1974. USA:s president Jimmy Carter utnämnde honom 1977 till ambassadör i Mexiko. Han avgick därför som guvernör och efterträddes av Martin J. Schreiber.
Republikanen John B. Anderson som representerade Illinois 16:e distrikt i USA:s representanthus bestämde sig för att utmana Jimmy Carter i presidentvalet 1980. Republikanerna nominerade Ronald Reagan och Anderson lämnade sedan partiet för att starta en oberoende kampanj. Han valde demokraten Lucey till sin vicepresidentkandidat. Som bäst lovade opinionsmätningarna Anderson 25 procent av rösterna men till sist fick Anderson och Lucey nöja sig med 7 procent.